# 多斯特克站
多斯特克站（羅馬化：Dostyq beketi）位于哈薩克斯坦多斯特克中哈边境，是哈薩克斯坦鐵路土西铁路支线車站。车站在蘇聯時代的舊名為德魯日巴站（羅馬化：Druzhba），在俄語中意为友誼；2007年更名为哈薩克語的多斯特克，意思同样是「友誼」。

## 历史
1954年12月10日，中国、苏联两国签订《关于修建兰州——乌鲁木齐——阿拉木图铁路并组织联运的联合公报》，计划修建由阿克鬥卡/阿克托盖起延長至中國的國界附近的土西鐵路支線，于1955年10月开工。德魯日巴站以後的軌道建設計劃因1961年中蘇交惡而中斷。中苏关系缓和后中國一側的阿拉山口站（北疆鐵路）聯絡線才于1985年复工，完工時已是1990年9月12日。1991年7月车站与阿拉山口站开始办理临时过货营运。
1991年12月哈萨克斯坦独立后，该口岸成为首个同中国之间开放过境贸易的口岸之一。1992年口岸正式开放。哈薩克斯坦側的貨車較多蘇聯時代製作作的貨車，站內的機材不足，1997年日本的國際協力機構提供18台叉車。
2007年，车站更名为多斯特克；同年新疆铁通在车站安装车站电台，以方便中方驻站人员和阿拉山口站间的跨境通讯。哈萨克斯坦国家铁路于2009年－2011年计划对该口岸进行改造，扩建货运场并更新通讯线路。
2017年9月30日起，往来乌鲁木齐和阿拉木图的国际列车K9795/9796次列车改为霍尔果斯-阿腾科里口岸出入境，不再经由本站。
《哈交通基础设施发展纲要-2020》规划将对车站进行进一步扩建。

## 运营状况
多斯特克站办理客货运业务，为新亚欧大陆桥上的重要车站之一，中欧班列70%以上的列车经由本站出入境；2014年乌克兰危机后，乌克兰往来亚洲的部分货物亦经由该口岸进出以避开俄罗斯。中國（標準軌）與哈薩克斯坦（寬軌）之間的軌距不同，因此由中國開抵的列車在多斯特克站需要進行貨物重新裝運（集装箱货物仅更换平车、其他类别货车需更换转向架）。中国阿拉山口站货运车间在该站驻有值班室。
由于轨矩不同、加上通关效率等因素，导致许多过境货物积压在车站。根据亚洲开发银行所作的调查，2014年过境货物在多斯特克的平均滞留时间为59.7小时，为所有中哈铁路口岸中最长。尽管2012年开通的阿腾科里站分流了部分货源，但目前经铁路运输的货物仍经由多斯特克出入哈萨克斯坦。